# Santiano
Santiano ist eine deutsche Band aus dem Norden Schleswig-Holsteins, die in ihren Liedern hauptsächlich seemännische Motive besingt. Ihre Plattenfirma bezeichnet den Musikstil als Shanty Rock.
Die Band mischt verschiedene Musikgenres wie Folk, Pop, Rock und Schlager und interpretiert auch traditionelle Volkslieder, Seemannslieder und Hits anderer Musiker neu. Beim Echo Pop wurde Santiano viermal als beste Gruppe in der Sparte volkstümliche Musik ausgezeichnet.
Der Bandname leitet sich vom gleichnamigen Chanson des französischen Sängers Hugues Aufray aus dem Jahr 1961 ab, das seinerseits auf dem traditionellen englischen Shanty O Santianna (All on the Plains of Mexico) basiert.

## Geschichte
Die Idee zu Santiano stammt von Hartmut Krech, einem in Flensburg ansässigen Komponisten und Musikproduzenten der Firma Elephant Music, bei der alle Alben der Band produziert werden. Auch die Songs entstehen unter Krechs Federführung.
Er brachte die fünf Musiker 2011 zusammen, die bis dahin unterschiedliche Projekte verfolgt hatten. Hans-Timm Hinrichsen spielte von 1988 bis 1994 mit Jack McTiger and the New Deal Blues- und Rockmusik. Axel Stosberg gehörte zeitweise zum Ensemble des Ohnsorg-Theaters. Björn Both war von 1990 bis 2003 Frontmann der Band Late September Dogs. Andreas Fahnert war in den 1980er Jahren Mitglied der Band Rockwork. Er schrieb Filmmusiken, unter anderem für Werner-Filme. Pete Sage war lange als Begleitmusiker tätig, unter anderem von Marius Müller-Westernhagen, Mike Oldfield, der Kelly Family und zuletzt bei Achim Reichel.
Im Februar 2012 erschien bei We Love Music, einem Kooperationslabel von Universal Music und ProSiebenSat.1 Media, das erste Album der Band mit dem Titel Bis ans Ende der Welt. Es erreichte Platz eins der deutschen Albumcharts. Im selben Jahr absolvierte die Gruppe eine Tournee durch mehrere Städte im deutschsprachigen Raum, bei der sie auch bei Wacken Open Air auftraten. Im November 2012 erschien eine Dokumentation ihrer Tournee als Live-CD/-DVD.
Im Mai 2013 folgte das Album Mit den Gezeiten mit der Single-Auskopplung Gott muss ein Seemann sein. Sowohl das Album als auch die Single stiegen in die Charts ein. Es folgte eine Tour durch Deutschland, die Schweiz und Österreich. Seit 2013 etablierte sich außerdem im Sommer eine Open-Air-Konzertreihe der Band, in deren Rahmen jedes Jahr im Mai zwei Konzerte im Kalkbergstadion Bad Segeberg gespielt werden. Die Konzertreihe endet zudem stets mit zwei Konzerten in Ralswiek auf der Insel Rügen.
Weiterhin trat Santiano als Vorgruppe zur Tour „Das Sommer-Event 2013“ von Helene Fischer auf und nahm im März 2014 an der deutschen Vorentscheidung zum Eurovision Song Contest 2014, Unser Song für Dänemark, teil. Mit den Titeln The Fiddler on the Deck und Wir werden niemals untergehen erreichte die Gruppe das Halbfinale.
Seit 2012 erlitt Andreas Fahnert mehrere Hörstürze, sodass er auf ärztlichen Rat nicht mehr bei Live-Auftritten dabei ist. 2023 erklärte die Band in der TV-Dokumentation Keiner geht verloren, dass Fahnert an Parkinson leidet. Seine Gesangsparts werden bei den Live-Auftritten von Axel Stosberg und Hans-Timm Hinrichsen übernommen. Zur Live-Besetzung gehören außerdem Dirk Schlag (Gitarre), Arne Wiegand (Keyboard) und Marco Moeller (Schlagzeug), der auf der „Mit den Gezeiten“-Tour von Timon Fenner vertreten wurde. Seit 2015 übernimmt Manne Uhlig die Position am Schlagzeug bei Live-Auftritten.
Im Oktober 2014 wurde Santiano von der Fernsehsendung Verstehen Sie Spaß? mit versteckter Kamera hereingelegt, als man ihnen vor einem Konzert in Ralswiek auf Rügen vormachte, sie sollten mit der niederländischen Cover-Band Ancora gemeinsam auftreten.
Das Album Von Liebe, Tod und Freiheit wurde im Mai 2015 veröffentlicht und bescherte der Band erneut Platz eins in den deutschen Albumcharts. Es folgte ab November 2015 eine Tournee, die bis September 2017 andauerte. Ein Open-Air-Konzert wurde dabei in der Berliner Waldbühne aufgenommen und im Dezember 2016 unter dem Titel Von Liebe, Tod und Freiheit – Live auf CD und DVD veröffentlicht. Im April 2017 fand die Akustik-Tour „Die Ruhe vor dem Sturm“ statt.
Im Oktober 2017 erschien mit Im Auge des Sturms das vierte Studioalbum der Gruppe. Vorab wurden die Lieder Sail Away, Könnt ihr mich hören und Ich bring dich heim veröffentlicht. Im Juni 2019 zeichnete die Band in der Kulturwerft Gollan in Lübeck ein MTV Unplugged auf. Als Gäste waren Angelo Kelly, Michael Robert Rhein von In Extremo, Alexander Wesselsky von Eisbrecher, Ben Zucker, Wincent Weiss, Jennifer Haben von Beyond the Black, Oonagh und Alligatoah vertreten, für das Lied Die Sehnsucht ist mein Steuermann kam Andreas Fahnert auf die Bühne. Das Album wurde im Oktober 2019 veröffentlicht. Es war in limitierter Auflage auch als Vinyl-Schallplatte erhältlich.
2021 brachte Santiano das Studioalbum Wenn die Kälte kommt heraus. Es handelt sich um ein Konzeptalbum über eine Expedition in die Polarregionen. Vorab war im September das Lied Wenn die Kälte kommt erschienen. Außerdem ist als Bonustitel die im Februar 2021 mit Nathan Evans veröffentlichte Aufnahme von Wellerman enthalten. Eine geplante Tour wurde aufgrund der Genehmigungslage für Großveranstaltungen während der Corona-Pandemie auf April und Mai 2022 verschoben. Nachdem einige Konzerte stattgefunden hatten, erfolgte am 15. Mai der Abbruch der Tour, weil Björn Both positiv auf SARS-CoV-2 getestet worden war. Nach einigen Open-Air-Konzerten im Sommer wurden im September die ausgefallenen Konzerte der Hallentour nachgeholt.
Im Oktober 2022 erschien zum zehnten Bandjubiläum das Best-of-Album Die Sehnsucht ist mein Steuermann. Im August war bereits die englischsprachige Version von Santiano mit Nathan Evans und im September Die Antwort weiß der Wind veröffentlicht worden. Im Oktober 2023 erschien das Album Doggerland. Vorab wurde im Juli der Song Doggerland veröffentlicht, im August folgte der Song Bully In The Alley. Im September folgte als letzte Single-Auskopplung der Song Zu alt um jung zu sterben. Am 21. Februar 2025, zwei Tage vor der Bundestagswahl 2025, erschien mit Da braut sich was zusammen die erste Single des gleichnamigen Studioalbums, welches im Oktober erscheinen soll. Das Lied nimmt Bezug auf die politische Situation in Deutschland.

## Soziales Engagement
Die Band brachte ein T-Shirt in Kooperation mit der Meeresschutzorganisation Sea Shepherd heraus. Für jedes verkaufte Shirt spendet Santiano 3 € an diese Organisation. Außerdem sammelte die Band Spenden für die José Carreras Leukämie-Stiftung. Auch die Deutsche Gesellschaft zur Rettung Schiffbrüchiger wird von Santiano unterstützt. 2024 wurde die Band offizielle Botschafter der DGzRS. Aus diesem Anlass brachte Santiano ihre Single Retter in der Not heraus.
Im Rahmen ihres Engagements für die Aktion „Ocean Change“ hat die Band für die Tournee „Wenn die Kälte kommt“ im Jahr 2022 erheben lassen, welchen CO2-Fußabdruck die Konzerte hinterlassen. Erfasst wurden dabei die Emissionen aus dem reinen Tourneebetrieb (Logistik sowie Energieverbrauch und gastronomisches Angebot der Spielstätten) und die Emissionen der anreisenden Konzertbesuchenden (per Online-Umfrage). Die Ergebnisse wurden im Mai 2023 veröffentlicht.  Insgesamt hat die Tournee ca. 9.300 Tonnen CO2-Emissionen verursacht, was grob den Jahresemissionen von ca. 1.000 deutschen Durchschnittsbürgern entspricht. 98 % der Emissionen werden dabei durch die Konzertbesucher selbst verursacht (An- und Abreise und Konsum vor Ort). Lediglich jeweils 1 % werden durch die Veranstaltungsorte und die Tourneelogistik verursacht. Die Band hat angekündigt, die Emissionen durch eine Spende an das Ocean-Change-Projekt auszugleichen.

## Diskografie
Studioalben

| Jahr | Titel Musiklabel                                                   | Höchstplatzierung, Gesamtwochen, AuszeichnungChartplatzierungen (Jahr, Titel, Musiklabel, Platzierungen, Wochen, Auszeichnungen, Anmerkungen) | Höchstplatzierung, Gesamtwochen, AuszeichnungChartplatzierungen (Jahr, Titel, Musiklabel, Platzierungen, Wochen, Auszeichnungen, Anmerkungen) | Höchstplatzierung, Gesamtwochen, AuszeichnungChartplatzierungen (Jahr, Titel, Musiklabel, Platzierungen, Wochen, Auszeichnungen, Anmerkungen) | Anmerkungen                                                                 | [↑]: gemeinsam behandelt mit vorhergehendem Eintrag; [←]: in beiden Charts platziert |
| Jahr | Titel Musiklabel                                                   | DE | AT | CH | Anmerkungen                                                                 |                                                                                      |
| ---- | ------------------------------------------------------------------ | --- | --- | --- | --------------------------------------------------------------------------- | ------------------------------------------------------------------------------------ |
| 2012 | Bis ans Ende der Welt We Love Music (UMG)                          | DE1 ×1313-fach-Gold · (187 Wo.)DE | AT25 Gold · (14 Wo.)AT | CH15 (22 Wo.)CH | Erstveröffentlichung: 3. Februar 2012 Verkäufe: + 1.310.000                 |                                                                                      |
| 2013 | Mit den Gezeiten We Love Music (UMG)                               | DE1 ×6Sechsfachplatin · (154 Wo.)DE | AT31 Gold · (17 Wo.)AT | CH21 (10 Wo.)CH | Erstveröffentlichung: 10. Mai 2013 Verkäufe: + 1.207.500                    |                                                                                      |
| 2013 | Mit den Gezeiten (Sonderedition) We Love Music (UMG)[DE: ↑][AT: ↑] | DE1 ×6Sechsfachplatin · (154 Wo.)DE | AT31 Gold · (17 Wo.)AT | CH8 Gold · (30 Wo.)CH | Erstveröffentlichung: 22. November 2013 Verkäufe: + 10.000; mit Peter Reber |                                                                                      |
| 2015 | Von Liebe, Tod und Freiheit We Love Music (UMG)                    | DE1 ×4Vierfachplatin · (129 Wo.)DE | AT9 Gold · (17 Wo.)AT | CH2 (35 Wo.)CH | Erstveröffentlichung: 29. Mai 2015 Verkäufe: + 807.500                      |                                                                                      |
| 2017 | Im Auge des Sturms We Love Music (UMG)                             | DE1 ×3Dreifachplatin · (86 Wo.)DE | AT5 (18 Wo.)AT | CH5 (35 Wo.)CH | Erstveröffentlichung: 13. Oktober 2017 Verkäufe: + 600.000                  |                                                                                      |
| 2021 | Wenn die Kälte kommt We Love Music (UMG)                           | DE1 Platin · (40 Wo.)DE | AT4 (10 Wo.)AT | CH1 (17 Wo.)CH | Erstveröffentlichung: 8. Oktober 2021 Verkäufe: + 200.000                   |                                                                                      |
| 2023 | Doggerland We Love Music (UMG)                                     | DE1 (38 Wo.)DE | AT3 (6 Wo.)AT | CH3 (9 Wo.)CH | Erstveröffentlichung: 6. Oktober 2023                                       |                                                                                      |

## Auszeichnungen
- Die Eins der Besten
  - 2016
  - 2019: Platin eins der Besten (Im Auge des Sturms)

- Echo Pop
  - 2013: Beste Gruppe: Volkstümliche Musik
  - 2014: Beste Gruppe: Volkstümliche Musik
  - 2016: Beste Gruppe: Volkstümliche Musik
  - 2018: Beste Gruppe: Volkstümliche Musik

- Goldene Henne
  - 2015: Publikumspreis Musik

- Mein Star des Jahres
  - 2013: Erfolgreichstes Album des Jahres[19]